# يان كوزاك (لاعب كرة قدم مواليد 1980)
يان كوزاك (بالسلوفاكية: Ján Kozák)‏ (مواليد 22 أبريل 1980 في كوشيتسه) لاعب كرة قدم سلوفاكي يلعب حاليا لصالح نادي تيميشوارا الروماني .

## روابط خارجية
- يان كوزاك على موقع الاتحاد الدولي (مؤرشف)  (الإنجليزية)
- يان كوزاك على موقع الاتحاد الأوربي (الإنجليزية)
- يان كوزاك على موقع قاعدة بيانات كرة القدم.إي يو (الإنجليزية)
- يان كوزاك على موقع ناشيونال فوتبول تيمز (الإنجليزية)
- يان كوزاك على موقع Soccerbase.com (لاعب) (الإنجليزية)
- يان كوزاك على موقع Soccerway.com (الإنجليزية)
- يان كوزاك على موقع عالم كرة القدم.نت (الإنجليزية)
- يان كوزاك على موقع كووورة